# 파일 (애플)
파일은 iOS 11 이상 버전을 실행하는 장치와 iPadOS를 실행하는 장치를 위해 애플이 개발한 파일 관리 앱이다. 회사의 2017년 세계 개발자 회의 직전에 앱 스토어에서 자리 표시자 타이틀로 발견된 이 앱은 그 직후 컨퍼런스에서 공식적으로 발표되었다. 파일을 사용하면 앱에 저장된 로컬 파일과 iCloud, Dropbox, Google Drive 및 OneDrive를 포함한 클라우드 스토리지 서비스에 저장된 파일을 검색할 수 있다. 아이패드는 파일과 다른 앱 사이를 드래그 앤 드롭할 수 있는 반면 아이폰 사용자는 파일 내부에서만 드래그 앤 드롭할 수 있다. 색상 코드 또는 사용자 지정 태그를 사용하여 추가 구성을 수행할 수 있으며 영구 검색 표시줄을 통해 다른 앱에서는 아니지만 폴더 내에서 파일을 찾을 수 있다. 목록 보기에서는 다른 정렬 옵션을 사용할 수 있다. 이 앱은 고품질 FLAC 오디오 파일을 독점적으로 재생할 수 있으며 텍스트 파일, 이미지, "음악 메모" 및 Zip 보관 파일 보기 및 비디오에 대한 제한된 지원도 제공한다.

## 역사
2017년 6월 5일 애플의 세계 개발자 회의 몇 시간 전에 개발자 스티브 트루턴 스미스는 앱 스토어에서 iOS 11이 필요한 "파일" 앱의 자리 표시자 제목을 발견했다.

## 기능
파일을 사용하면 앱에 저장된 로컬 파일뿐 아니라 iCloud, Box, Dropbox, Google Drive, OneDrive 등을 포함한 클라우드 스토리지 서비스에 저장된 파일도 탐색할 수 있다. 사용자는 구조화된 폴더와 하위 폴더에 파일을 배치하는 등 파일을 저장, 열기 및 구성할 수 있다. 아이패드에서 사용자는 파일 앱과 다른 앱 간에 파일을 드래그 앤 드롭할 수 있지만 아이폰에서는 기능이 각 앱 내부에만 국한된다. 사용자는 색상과 사용자 지정 이름의 태그를 파일에 추가하여 전용 "태그" 섹션에 추가할 수 있다. 상단의 영구 검색 표시줄을 사용하면 하위 폴더 내에서 파일을 찾을 수 있지만 다른 앱에서는 검색하지 않는다. 목록 보기를 사용하면 크기 또는 날짜에 따라 선택적으로 정렬할 수 있다.
파일을 길게 누르면 앱은 "복사", "이름 변경", "이동", "공유", "태그", "정보", "삭제"와 같은 여러 옵션을 제공한다. 타사 서비스에 저장된 파일을 오프라인 액세스를 위해 장치에 복사할 수 있다. iCloud Sharing은 Apple의 전용 iWork 앱에서 도입되어 운영 체제 전체에서 모든 파일을 공유할 수 있다. 전용 "iCloud Drive" 앱은 제거되고 Files로 대체되며, iCloud는 사용자가 앱을 연결할 수 있다.
Files 앱에 내장된 플레이어를 통해 고품질 FLAC 오디오 파일을 재생할 수 있다. 이 앱은 Zip 아카이브의 보기와 추출도 지원한다. 호환되는 앱이 설치되어 있지 않은 경우 파일에서는 텍스트 파일을 볼 수 있으며 AVI 또는 MOV 형식의 비디오를 시청하는 실험에서 제한적이지만 부분적으로 성공한 결과가 나타났다. 이미지 및 "음악 메모" 파일도 미리 보고 재생할 수 있다.

## 같이 보기
- 파인더 (소프트웨어)